# Perais
Perais is een plaats (freguesia) in de Portugese gemeente Vila Velha de Ródão en telt 589 inwoners (2001).